# Microthyrium lauri
Microthyrium lauri är en svampart som beskrevs av Höhn. 1919. Microthyrium lauri ingår i släktet Microthyrium och familjen Microthyriaceae.   Inga underarter finns listade i Catalogue of Life.